# Mount and Blade: Warband
Mount & Blade: Warband es una expansión independiente de Mount & Blade. Fue desarrollado por TaleWords y distribuido por Paradox Interactive. Salió a la venta el 30 de marzo de 2010. Este juego tiene su continuación con Mount & Blade II: Bannerlord.

## Contenido

### Nueva facción
En esta expansión, se introdujo una nueva facción, el Sultanato sarraní.
El mapa ha sido a su vez modificado para contener esta nueva facción.

## Otras novedades
- Campamentos de Bandidos
- Nuevos movimientos y animaciones
- Nuevos personajes
- Se añade la habilidad de lanzar patadas
- Se puede formar un reino
- Más misiones
- Se añade el matrimonio

## Multijugador
- Ahora se puede luchar con otros jugadores en el mundo, existen batallas de 64 personas en servidores oficiales y hasta de 222 en otros servidores.

- El multijugador dispone con salas de 200 jugadores donde se puede elegir la unidad que se desea ser. También se puede personalizar al personaje con el dinero que se gana matando jugadores.

## Mods
En el juego, al igual que en el anterior, se pueden utilizar Mods. Por esto, los fanes han hecho muchos cambios al juego, como personajes, escenarios, diálogos, armas, etc.

## Versión de prueba
Como todos los juegos de la saga, existe una versión de prueba que llega hasta el nivel 7, al llegar a este nivel, se guarda y se cierra automáticamente. Si después se compra la versión completa, el límite será desbloqueado y se podrá seguir jugando con el mismo personaje.

## Información Adicional
- Logros en Steam: Si el juego es bajado en Steam, se pueden desbloquear Logros.

- DLC: Existe un DLC llamado Napoleonic Wars, es un DLC para el multijugador y exclusivo para este Mount and Blade.

- Nuevo DLC: Recientemente, ha salido el nuevo DLC ambientado en Inglaterra en el siglo IX aquella oscura época de la historia en la que los vikingos daneses y normandos trataron (y a punto estuvieron) de conquistar en su totalidad las islas británicas, llamado Viking Conquest.